# Insula Tromelin

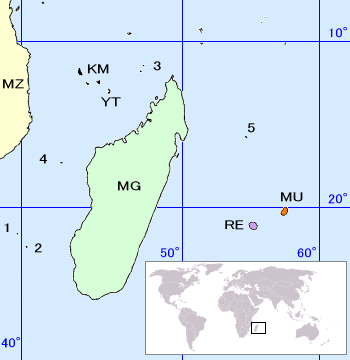
Harta insulelor
• 1 : Bassas da India
• 2 : Europa
• 3 : Insulele Glorioase
• 4 : Juan de Nova
• 5 : Tromelin
(KM : Comore, MG : Madagascar, MU : Maurițius, MZ : Mozambic, RE : Réunion, YT : Mayotte)

Insula Tromelin (franceză Île Tromelin) este o insulă ce face parte din Insulele împrăștiate în Oceanul Indian, un teritoriu francez. Este situată la coordonatele 15°52′S 54°25′E / 15.867°S 54.417°E în su-vestul Oceanului Indian la 450 km est de Madagascar și la 535 km nord insula Réunion. 
Insula are o suprafață de 1 km², o fomă ovoidă cu o lungime de 1,7 km și o lărgime maximă de 700 m. Insura este înconjurată de un recif de corali. Nu există porturi, vapoarele trebuind să acosteze în larg dar insula este dotată de o pistă de aterizare de 1000m. Insula este nisipoasă și joasă, altitudinea nedepășind 7 m, vegetația fiind rară, datorită lipsei apei dulci, și scundă, datorită vânturilor puternice. În schimb, insula este un loc de depunere a ouălelor de către păsările marine și numeroase specii de țestoase.

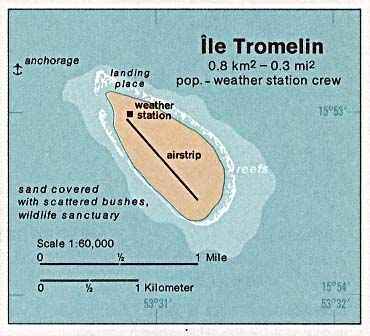
Harta insulei

Insula a fost descoperită prima dată de navigatori francezi în 1722, iar numele este cel al cavalerului de Tromelin, comandantul navei La Deauphiné ce a venit să recupereze, în 1776, un grup de sclavi malgași lăsați aici de o corabie ce încerca să evite controalele britanice menite să împiedice comerțul cu sclavi. Din cei 60 sclavi inițiali, au fost recuperați doar opt. Insula a reintrat în atenția autorităților franceze în 1947, acestea instalând o bază meteorologică permanentă în 1954, din 1960 insula a fost încorporată în teritoriul insulelor împrăștiate din Oceanul Indian. Actualmente singura prezență permanentă este reprezentată de personalul stației meteorologice, insula fiind declarată rezervație naturală.
Actualmente insula este revendicată, împreună cu insulele Chagos de către Maurițius. Zona economică exclusivă din jurul insulei, este continuă cu zona economică exclusivă a insulei Réunion are o suprafață de peste 280.000 km² este unul dintre principalele avantaje ale suveranității franceze asupra insulei. 